# Žernov u České Skalice
Žernov (bis 1921 Žernovy, deutsch Schernau) ist eine Minderstadt in Tschechien. Sie liegt vier Kilometer nördlich von Česká Skalice und gehört zum Okres Náchod.

## Geographie

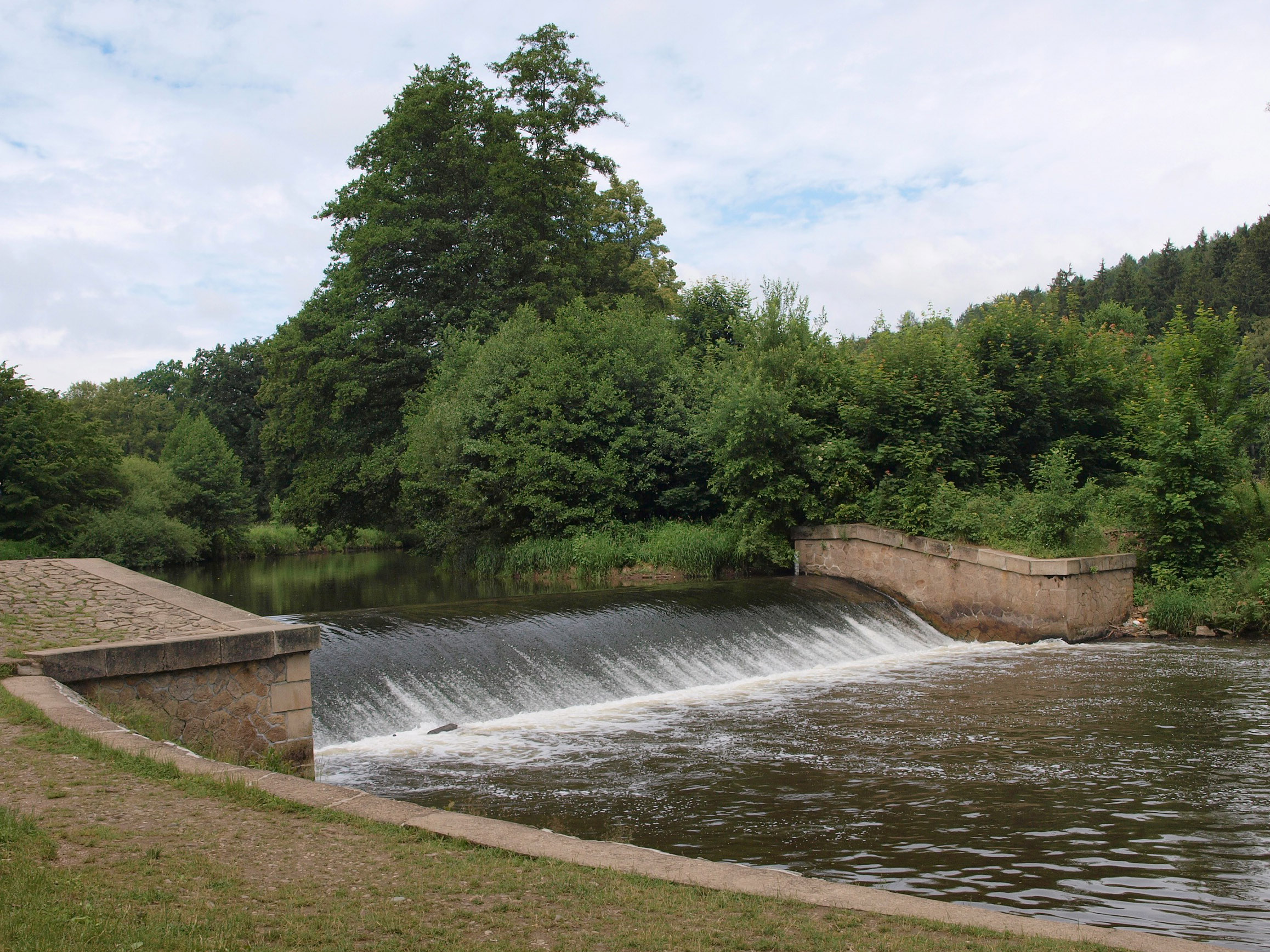
Das Wehr im Babiččino údolí

Žernov befindet sich linksseitig über dem in diesem Bereich als Babiččino údolí bezeichneten Tal der Úpa. Westlich liegen die Reste der Riesenburg.
Nachbarorte sind Červená Hora im Norden, Popluží und Všeliby im Nordosten, Bakov, Na Pastvišti und Třtice im Osten, Studnice und Kozlář im Südosten, Zlíč und Ratibořice im Süden,  Heřmanický Dvůr und Vestec im Südwesten, Pohodlí, Rýzmburk und Světlá im Westen sowie Litoboř und Slatina nad Úpou im Nordwesten.

## Geschichte
Die erste urkundliche Erwähnung von Žernov erfolgte 1417. Das Dorf gehörte zur Herrschaft Riesenburg. Nachdem die Burg im 16. Jahrhundert aufgegeben worden war, kaufte Zikmund Smiřický von Smiřice im Jahre 1600 die Herrschaft Riesenburg mit allen acht zugehörigen Dörfern und schloss sie der Herrschaft Nachod an.
Nach der Aufhebung der Patrimonialherrschaften bildete Žernovy mit den Ortsteilen Ratibořice und Riesenburg ab 1850 eine Gemeinde im Bezirk Neustadt an der Mettau. Zum Ende des 19. Jahrhunderts kam Vestec zum Bezirk Nachod. 1921 erfolgte die Änderung des tschechischen Ortsnamens Žernovy in Žernov. Mit Beginn des Jahres 1961 wurde Ratibořice ausgegliedert und nach Česká Skalice umgemeindet. Seit dem 9. Dezember 2015 ist Žernov eine Minderstadt.

## Gemeindegliederung
Die Gemeinde Žernov besteht aus den Ortsteilen Rýzmburk (Riesenburg) und Žernov (Schernau) sowie der Siedlung Pohodlí (Pohodly).

## Sehenswürdigkeiten
- Kapelle Maria Schnee
- Schloss Ratibořice
- Großmuttertal